# Dorymyrmex insanus
Dorymyrmex insanus là một loài kiến thuộc họ Formicidae. Đây là loài đặc hữu của Hoa Kỳ.